# Шойчи Йокои
Шойчи Йокои (на японски: 横井 庄一 Yokoi Shōichi) (31 март 1915 – 22 септември 1997) е японски ефрейтор от Императорската армия на Япония и участник във Втората световна война.
Непризнавайки японската капитулация през септември 1945 г., се укрива на остров Гуам до 1972 г. Той е сред последните 3 японски войници, които продължават да водят война след края на Втората световна война.

## Ранни години
Йокои е роден в Саори, префектура Айчи, Японска империя. Той е чирак шивач, когато е повикан на военна служба през 1941 г.

## Военни години и следвоенно оцеляване
Първоначално Йокои служи в 29-а пехотна дивизия в Манджоу-Го. През 1943 г. е преместен в 38-и полк на Марианските острови и пристига на о. Гуам през февруари 1943 г. Когато американската войска превзема острова след втората Битка за Гуам през 1944 г., Йокои се укрива с още девет японски войници. Седем от първоначалните десет души си тръгват и остават само трима. Останалите трима се разделят, но се посещават един друг до около 1964 г., когато двама умират при наводнение. През последните осем години Йокои живее сам. Той оцелявал, ловувайки през нощта. Използвал местните растения за направата на дрехи, постеля и инвентари за съхранение, които внимателно криел в пещерата си.

## Залавяне
Вечерта на 24 януари 1972 г. Йокои е открит в джунглата. от Хесус Дуеняс и Мануел де Гарсия, местни жители, които проверявали капаните си за скариди в малка река при село Талофофо. Решили, че Йокои е селянин от Талофофо, но той помислил, че животът му е в опасност, и ги нападнал. Все пак, те успяват да го укротят и го изкарват от джунглата с малки натъртвания. Когато се завръща в Япония, той заявява: „С голямо неудобство, завърнах се“.
Въпреки че се укрива в продължение на 28 години в подземна пещера в джунглата, той е знаел още от 1952 г., че войната е свършила. Той се страхувал да излезе навън, тъй като японските войници са били инструктирани да избират смъртта пред това да бъдат заловени живи.

## По-късен живот
След като прави обиколка на Япония, се жени и се установява в селски район в префектура Айчи. Става известна телевизионна личност и привърженик на аскетичния живот.
Въпреки че никога не е срещал император Хирохито, когато посещава имперския дворец, Йокои казва: „Ваше величество, аз се завърнах у дома... Дълбоко съжалявам, че не можах да Ви служа добре. Светът определено се е променил, но моята решителност да Ви служа никога няма да се промени.“
Йокои умира на 82 г. през 1997 г. от сърдечен удар и е погребан на гробище в Нагоя, при надгробния камък на майка си, която почива през 1955 г., когато Йокои вече е бил обявен за мъртъв.